# Raffaele Cormio
Raffaele Cormio (Narni, 11 novembre 1941 – Milano, 25 febbraio 1981) è stato un fumettista e illustratore italiano.

## Biografia
Noto anche con gli pseudonimi di Ralph Hunter e Parvus, si trasferisce a Milano nel 1952, all'età di undici anni, già durante il periodo scolastico inizia una lunga collaborazione con le Edizioni Alpe.
Nei primi anni sessanta inizia a collaborare con la Sergio Bonelli Editore come inchiostratore di una storia di Tex (numeri 67 e 68), scritta da Gianluigi Bonelli e disegnata da Aurelio Galleppini e Francesco Gamba. Per la stessa serie nel 1964 realizza in qualità di inchiostratore anche buona parte delle tavole dell'episodio Pueblo Bonito (numeri 70-71-72, agosto 1966).
Nel 1962 inizia anche a collaborare con l'Editoriale Corno come disegnatore e di grafico. Nel 1965 per la casa editrice milanese disegna alcune copertine per le testate a fumetti Kansas Kid e Maschera Nera, nonché il secondo e il quarto numero della serie Kriminal, che firma dapprima col nickname Ralph Hunter, poi come Parvus.
Su testi di Max Bunker, riprende poi anche la serie Atomik, iniziata da Paolo Piffarerio e pubblicata in appendice sulla serie Maschera Nera, per la quale ne realizza gli ultimi episodi.
Nello stesso periodo, gli viene ufficialmente assegnato l'incarico di art director della testata Zagor per la quale collabora fino agli anni ottanta, realizzando graficamente i titoli degli albi e supervisionando la produzione delle copertine. Come sceneggiatore lavora alla serie western Piccolo Sceriffo.
Negli anni settanta collabora anche con il settimanale Il Giornalino creando una parodia del genere nero italiano ideando la serie Mascheruomo (ripreso più tardi dall'Editrice Cenisio), nonché scrivendo i testi delle avventure di Luisa, Paolo e Gino, illustrate da Pietro Gamba.
Alcune sue vignette umoristiche sono apparse nel 1978 sul mensile "Vini e Liquori" diretto da Luigi Veronelli.
È anche l'autore del disegnino che apre la rubrica di "Foto di famiglia" che appare nella quarta di copertina degli albi di Tex nella seconda metà degli anni Settanta e negli anni Ottanta.
Afflitto per parecchio tempo da una forte depressione, morì suicida a Milano il 25 febbraio 1981. Venne seppellito nel cimitero monumentale di Milano.